# 广州领事机构列表
中华人民共和国成立前后，广州尚有美国、法国、英国、荷兰、葡萄牙、瑞士等国的领事机构，但广东省政府在建国后当即宣布，不承认国民党政府时期各国同广州的领事关系及其代表机构，但英、法、葡、荷等国的领事并未立即撤走，直到1953年，各国驻广州的领事机构人员才相继全部离境。与此同时，从1950年开始，苏联、越南、波兰、捷克斯洛伐克、印尼等与中华人民共和国建立外交关系的国家，开始在广州设立领事馆，不过之后随着政治形势及外交关系的变动，大多数领馆都先后关闭，到1978年只剩下波兰和越南继续保留了驻广州的领事馆（越南领事馆在同年6月被要求关闭，1993年重设；波兰领事馆因其国内财政问题在1981年闭馆，1989年重设）。
中国实施改革开放后，美国率先于1979年重开其驻广州的领事馆，随后外国驻穗领馆不断增加，到2024年7月共有68个国家在广州设有总领事馆。许多国家在广州设领后，它们与广东的经贸往来都有较大幅度的增长。大多数领馆的领区除了广东之外还包括广西、福建、海南，有些还包括湖南、江西，甚至云南、贵州、四川等省。

## 列表
| 序号 | 领事机构                 | 设馆日期       | 领区                                           | 领馆地址                                             | 备注     |
| ---- | ------------------------ | -------------- | ---------------------------------------------- | ---------------------------------------------------- | -------- |
| 1    | 美国驻广州总领事馆       | 1979年8月31日  | 广东、广西、福建、海南、贵州、云南             | 天河区华就路43号                                     |          |
| 2    | 日本驻广州总领事馆       | 1980年3月1日   | 广东、广西、福建、海南                         | 越秀区环市东路368号花园酒店东楼1-3楼                 |          |
| 3    | 泰國驻广州总领事馆       | 1989年2月12日  | 广东、海南                                     | 海珠区赤岗领馆区友和路36号                           |          |
| 4    | 波兰驻广州总领事馆       | 1989年7月22日  | 广东、广西、福建、海南、四川、贵州、云南、重庆 | 荔湾区沙面大街63号                                   |          |
| 5    | 驻广州总领事馆           | 1992年12月9日  | 广东、广西、福建、海南、湖南                   | 天河区临江大道3号发展中心12楼                        |          |
| 6    | 越南驻广州总领事馆       | 1993年1月18日  | 广东                                           | 越秀区环市东路368号花园酒店东楼4楼P01                |          |
| 7    | 马来西亚驻广州总领事馆   | 1993年10月24日 | 广东、福建、海南、湖南、江西                   | 天河区金穗路62号侨鑫国际大厦2801-1、2805-1、2806     |          |
| 8    | 加拿大驻广州总领事馆     | 1994年9月28日  | 广东、广西、福建、海南、湖南、江西             | 天河区天河路385号太古汇一座26楼                      | [ 註 1 ] |
| 9    | 德国驻广州总领事馆       | 1995年11月7日  | 广东、广西、福建、海南                         | 天河区天河路208号粤海天河城大厦14楼                  |          |
| 10   | 英國駐廣州總領事館       | 1997年1月14日  | 广东、广西、福建、海南、湖南、江西             | 天河区珠江西路5号广州国际金融中心22层                |          |
| 11   | 法國駐廣州總領事館       | 1997年4月24日  | 广东、广西、福建、海南                         | 天河区冼村路5号凯华国际中心1901-1907                 | [ 註 2 ] |
| 12   | 菲律賓驻广州总领事馆     | 1997年5月23日  | 广东、广西、海南、湖南                         | 越秀区环市东路339号广东国际大厦主楼21楼              |          |
| 13   | 荷蘭驻广州总领事馆       | 1997年9月15日  | 广东、广西、福建、海南                         | 天河区天河路208号粤海天河城大厦3401室                |          |
| 14   | 柬埔寨驻广州总领事馆     | 1998年7月1日   | 广东、福建                                     | 越秀区环市东路368号花园酒店东楼804-808室             |          |
| 15   | 丹麦驻广州总领事馆       | 1998年9月23日  | 广东、广西、福建、海南、贵州、云南             | 越秀区侨光西路13号星寰国际商业中心T1栋1407-1412      |          |
| 16   | 義大利驻广州总领事馆     | 1998年11月4日  | 广东、广西、福建、海南、湖南、江西             | 天河区华夏路8号合景国际金融广场1403                  |          |
| 17   | 韓國駐廣州總領事館       | 2001年8月28日  | 广东、广西、福建、海南                         | 海珠区赤岗领事馆区友邻三路18号                       |          |
| 18   | 印度尼西亚驻广州总领事馆 | 2002年12月12日 | 广东、广西、福建、海南                         | 天河区天河北路365号万科寰城中心广场38楼              |          |
| 19   | 新加坡驻广州总领事馆     | 2003年6月25日  | 广东、广西、海南、湖南、贵州、云南             | 天河区天河北路233号中信广场2418室                    | [ 註 3 ] |
| 20   | 瑞士驻广州总领事馆       | 2005年10月10日 | 广东、广西、福建、海南、湖南、江西             | 天河区金穗路62号侨鑫国际金融中心2701、2705、2706     |          |
| 21   | 比利时驻广州总领事馆     | 2005年12月20日 | 广东、广西、福建、海南、云南                   | 天河区华夏路10号富力中心702室                        |          |
| 22   | 墨西哥驻广州总领事馆     | 2006年2月22日  | 广东、广西、福建、海南、湖南、江西             | 天河区天河路208号粤海天河城大厦2001室                | [ 註 4 ] |
| 23   | 俄羅斯驻广州总领事馆     | 2007年4月5日   | 广东、广西、福建、海南、江西、云南             | 天河区临江大道3号发展中心26A                         |          |
| 24   | 古巴驻广州总领事馆       | 2007年4月15日  | 广东、广西、海南                               | 天河区华明路9号华普广场西塔2411室                    |          |
| 25   | 新西兰驻广州总领事馆     | 2007年4月26日  | 广东、广西、福建、海南、湖南                   | 天河区天河路385号太古汇一座3006室                    |          |
| 26   | 希腊驻广州总领事馆       | 2007年5月15日  | 广东、广西、福建、海南、湖南、贵州、云南       | 天河区林和中路8号海航大厦2105室                      |          |
| 27   | 印度驻广州总领事馆       | 2007年10月18日 | 广东、广西、福建、海南、湖南、四川、云南       | 天河区林和中路8号海航大厦1401-1404室                 |          |
| 28   | 奥地利驻广州总领事馆     | 2007年11月25日 | 广东、广西、海南、湖南                         | 天河区天河路208号粤海天河城大厦1202室                |          |
| 29   | 科威特驻广州总领事馆     | 2008年2月21日  | 广东、广西、福建、海南                         | 天河区珠江西路21号粤海金融中心2103B、2104            |          |
| 30   | 巴基斯坦驻广州总领事馆   | 2008年6月27日  | 广东、广西、福建、海南、湖南                   | 天河区天河路228号广晟大厦705-706室                   |          |
| 31   | 以色列驻广州总领事馆     | 2009年3月22日  | 广东、广西、福建、海南                         | 天河区临江大道3号发展中心19楼                        |          |
| 32   | 西班牙驻广州总领事馆     | 2009年6月14日  | 广东、广西、福建、海南、湖南                   | 天河区华夏路10号富力中心501、502A、507、508          |          |
| 33   | 阿根廷驻广州总领事馆     | 2009年7月21日  | 广东、广西、福建、海南                         | 天河区天河路208号粤海天河城大厦2405-2406室           |          |
| 34   | 驻广州总领事馆           | 2009年9月8日   | 广东、广西、福建、海南、湖南、江西             | 天河区华夏路10号富力中心1801室                       |          |
| 35   | 巴西驻广州总领事馆       | 2010年4月15日  | 广东、广西、福建、海南、湖南                   | 天河区华夏路10号富力中心1403室                       |          |
| 36   | 智利驻广州总领事馆       | 2010年12月29日 | 广东、广西、福建、海南                         | 天河区华夏路10号富力中心1305A、905A                  |          |
| 37   | 驻广州总领事馆           | 2011年7月18日  | 广东、广西、福建、海南                         | 天河区天河路228号广晟大厦2201室                      |          |
| 38   | 乌干达驻广州总领事馆     | 2011年8月15日  | 广东、广西、福建、海南                         | 天河区华夏路28号富力盈信大厦2812室                   |          |
| 39   | 伊朗驻广州总领事馆       | 2011年12月23日 | 广东、广西、福建、湖南                         | 天河区临江大道57号中和广场8B1                        |          |
| 40   | 土耳其驻广州总领事馆     | 2012年1月12日  | 广东、广西、福建、海南                         | 天河区临江大道3号发展中心23A                         |          |
| 41   | 斯里蘭卡驻广州总领事馆   | 2012年3月27日  | 广东、广西、福建、海南、江西                   | 越秀区环市东路368号花园酒店M02                       |          |
| 42   | 乌克兰驻广州总领事馆     | 2012年5月30日  | 广东、广西、海南、湖南、贵州                   | 天河区天河北路233号中信广场1407室                    |          |
| 43   | 驻广州总领事馆           | 2013年9月23日  | 广东、福建、海南、江西                         | 越秀区环市东路339号广东国际大厦主楼1103室            |          |
| 44   | 秘魯驻广州总领事馆       | 2013年10月2日  | 广东、广西、海南、湖南、贵州、云南             | 天河区珠江西路5号广州国际金融中心3201                |          |
| 45   | 驻广州总领事馆           | 2014年4月8日   | 广东、广西、福建、海南、湖南、江西             | 天河区金穗路62号侨鑫国际金融中心第1101房自编之三单元 |          |
| 46   | 尼日利亚驻广州总领事馆   | 2014年7月9日   | 广东、广西、海南                               | 天河区天河路228号广晟大厦902-903室                   |          |
| 47   | 科特迪瓦驻广州总领事馆   | 2014年7月12日  | 广东、广西、福建、海南、江西                   | 天河区华夏路16号富力盈凯广场1011、1012               |          |
| 48   | 刚果共和国驻广州总领事馆 | 2014年8月15日  | 广东、广西、福建、海南                         | 天河区华夏路16号富力盈凯广场1212                     |          |
| 49   | 哥伦比亚驻广州总领事馆   | 2014年12月12日 | 广东、广西、海南、贵州、云南                   | 天河区珠江西路5号广州国际金融中心3612                |          |
| 50   | 安哥拉驻广州总领事馆     | 2015年11月6日  | 广东、广西、福建、海南                         | 天河区花城大道68号环球都会广场4104                   |          |
| 51   | 驻广州总领事馆           | 2015年11月10日 | 广东、广西、福建、海南                         | 天河区花城大道68号环球都会广场2601-2604              |          |
| 52   | 阿联酋驻广州总领事馆     | 2016年6月15日  | 广东、广西、海南                               | 天河区冼村路5号凯华国际中心2405-2407                 |          |
| 53   | 赞比亚驻广州总领事馆     | 2016年6月28日  | 广东、广西、福建、海南                         | 越秀区环市东路339号广东国际大厦裙楼505室             |          |
| 54   | 沙特阿拉伯驻广州总领事馆 | 2017年1月1日   | 广东、广西、福建、海南                         | 天河区冼村路5号凯华国际中心2607-2612                 |          |
| 55   | 塞内加尔驻广州总领事馆   | 2017年3月6日   | 广东、广西、福建、海南                         | 天河区华夏路26号雅居乐中心1603-04                    |          |
| 56   | 尼泊尔驻广州总领事馆     | 2017年4月25日  | 广东、广西、福建、海南                         | 天河区华夏路16号富力盈凯广场2803                     |          |
| 57   | 苏丹驻广州总领事馆       | 2017年5月15日  | 广东、广西、福建、湖南、江西、贵州、云南、浙江 | 天河区华夏路30号富力盈通大厦2813-2814                |          |
| 58   | 葡萄牙驻广州总领事馆     | 2017年7月17日  | 广东、广西、福建、海南、湖南                   | 天河区珠江西路5号广州国际金融中心3811                |          |
| 59   | 乌拉圭驻广州总领事馆     | 2018年3月26日  | 广东、广西、福建、海南、湖南、贵州             | 天河区华夏路10号富力中心502B                         |          |
| 60   | 委內瑞拉驻广州总领事馆   | 2018年10月26日 | 广东、广西、福建、海南、湖南、江西             | 天河区珠江西路5号广州国际金融中心801                 |          |
| 61   | 白俄罗斯驻广州总领事馆   | 2018年11月8日  | 广东、广西、海南、湖南、贵州                   | 天河区临江大道3号发展中心16A1                        |          |
| 62   | 驻广州总领事馆           | 2019年3月4日   | 广东、广西、福建、海南                         | 天河区华夏路28号富力盈信大厦1701-1702                |          |
| 63   | 巴拿马驻广州总领事馆     | 2019年4月1日   | 广东、广西、福建、海南、湖南、贵州             | 天河区珠江西路5号广州国际金融中心705                 |          |
| 64   | 驻广州总领事馆           | 2020年6月30日  | 广东、广西、福建、海南、湖南                   | 天河区临江大道57号中和广场16层A1单元                 |          |
| 65   | 匈牙利驻广州总领事馆     | 2021年12月1日  | 广东、福建、海南、江西                         | 越秀区侨光西路13号星寰国际商业中心T1栋2507-2509      |          |
| 66   | 坦桑尼亚驻广州总领事馆   | 2022年5月20日  | 广东、广西、福建、海南、江西                   | 海珠区鼎新路4号开元广场1501                          |          |
| 67   | 驻广州总领事馆           | 2023年4月27日  | 广东、广西、福建、海南                         | 天河区保利威座北塔第36层01-06单元                    |          |
| 68   | 伊拉克驻广州总领事馆     | 2024年3月21日  | 广东、广西、福建、海南                         | 天河区华夏路26号雅居乐中心905A                       |          |
| –    | 亞美尼亞驻广州总领事馆   | 待定           | 广东、广西、福建、海南、湖南、江西             |                                                      | 达成协议 |
| –    | 阿尔巴尼亚驻广州总领事馆 | 待定           | 广东、广西、福建、湖南、江西                   |                                                      | 达成协议 |
| –    | 玻利维亚驻广州总领事馆   | 1988年3月19日  | 广东、海南                                     | 越秀区盘福路63号                                     | 暂时闭馆 |
| –    | 瑞典驻广州总领事馆       | 2002年11月25日 | 广东、广西、福建、海南                         | 天河区天河北路233号中信广场10楼1002B-1003            | 暂时闭馆 |
| –    | 芬兰驻广州总领事馆       | 2004年11月19日 | 广东、广西、福建、海南、云南                   | 天河区天河北路233号中信广场3309B-12                  | 暂时闭馆 |
| –    | 埃塞俄比亚驻广州总领事馆 | 2009年6月14日  | 广东、广西、福建、海南、湖南、江西             | 天河区天河路228号广晟大厦810室                       | 暂时闭馆 |
| –    | 挪威驻广州总领事馆       | 2008年2月18日  | 广东、广西、福建、海南                         | 天河区天河北路233号中信广场1802室                    | 已闭馆   |

- 备注1：1994年，当时未与中华人民共和国建交的多米尼加共和国曾获准在广州开设具领事馆性质的贸易发展办事处[12]。1995年3月30日，多米尼加政府因国内原因关闭办事处[13]。

- 备注2：目前孟加拉国[14]、喀麦隆有意设立（总）领事馆[15]。